# Альпини, Просперо
Проспе́ро Альпи́ни, или Альпи́нус (итал. Prospero Alpini, или итал. Alpino, лат. Prosper Alpin, или лат. Prosperus Alpinus; 23 ноября 1553, Маростика, Венецианская республика — 6 февраля 1617, Падуя) — итальянский врач и ботаник.

## Биография
В 1574—1578 прошёл курс наук в Падуанском университете, где получил степень доктора медицины. Практиковал в Кампосампьетро близ Падуи.
В качестве личного врача венецианского консула в Каире Джорджо Эмо отправился в 1580 в Египет. Трёхлетнее своё пребывание там Альпини посвятил изучению природы и состоянию врачебного дела в Египте. Некоторые мысли Альпини о размножении растений нашли своё место в ботанической системе Линнея.
По возвращении был сперва врачом на генуэзском флоте Андреа Дориа, потом профессором ботаники в Падуе (1593). Книга Альпини De Plantis Aegypti liber in quo pauci, qui circa herbarum materiam irrepserunt, errores deprehenduntur… (Венеция, 1592, in 4°) была особенно в почёте, вследствие обилия фактов, точного описания и хороших гравюр.
В 1603 был назначен руководить ботаническим садом в Падуе и одновременно — кафедрой фармакологии Падуанского университета.
После смерти Просперо Альпини его профессорская кафедра была замещена его сыном, Альпино Альпини (умер в 1637).

## Почести
Карл Линней в честь Просперо Альпини назвал род растений Alpinia (Альпиния) из семейства Имбирные.

## Печатные труды
- De medicina Aegyptiorum (Venezia, 1591; Parma, 1645) (лат.)
- De Plantis Aegypti liber (Venezia, F. de Franceschi di Siena, 1592; Padova, 1640) — первая книга о растениях Египта; описаны 57 растений (49 из них проиллюстрировано); содержит, видимо, первое упоминание о Кофе аравийский (Coffea arabica L.) в Европе; эта же книга представила европейцам Банан (Musa sp.) и Баобаб (Adansonia digitata L.) (лат.)
- De praesagienda via et morte aegrotantium (1601) (лат.)
- De medicina methodica (1611) (лат.)
- De plantis exoticis (Venezia, 1627, издано его сыном) (лат.)
- Historia naturalis Aegypti (2 тома, Leiden, 1735) (лат.)

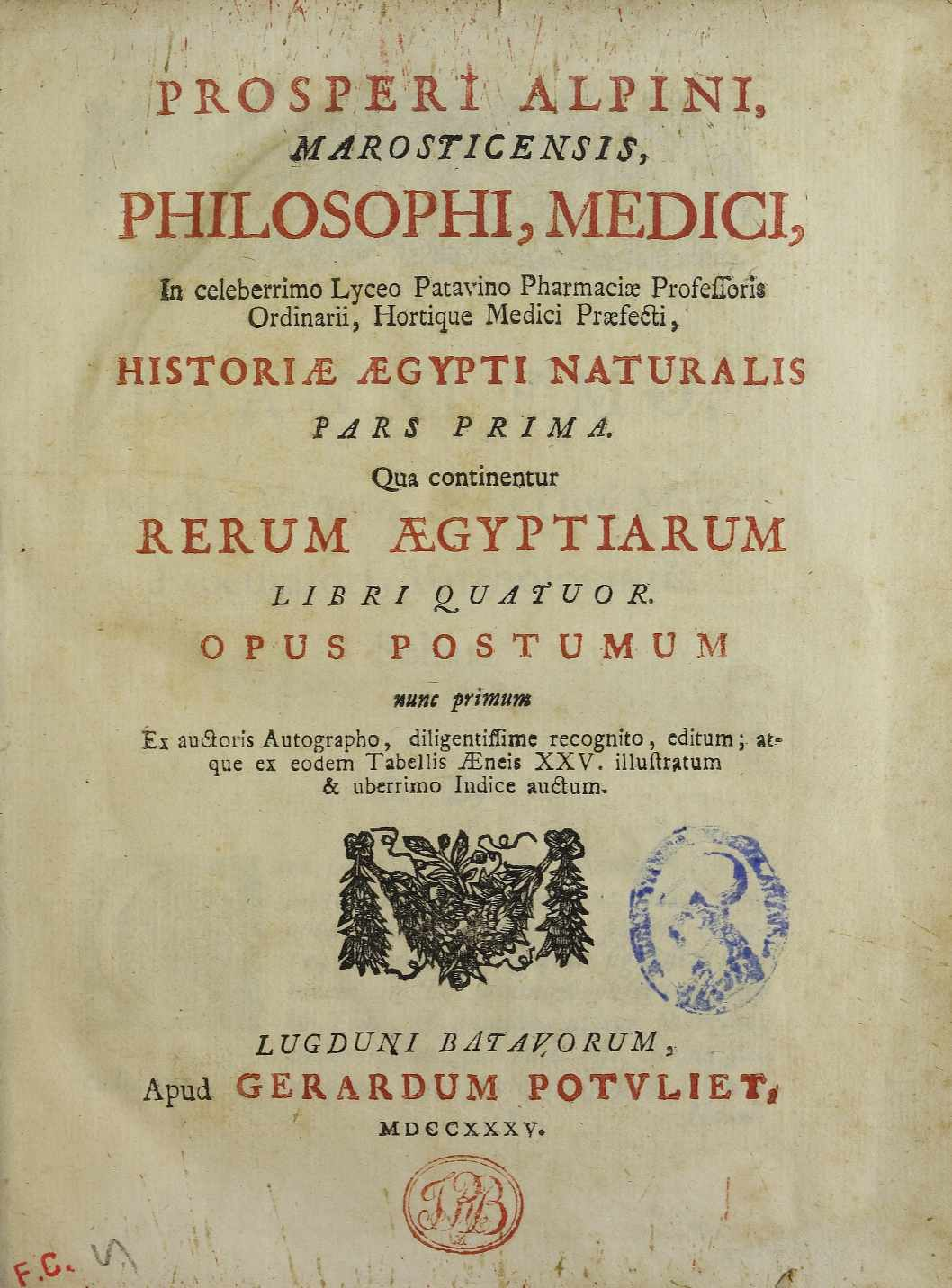
Historia Aegypti naturalis, 1735